# Rue de Fontenay (Vincennes)
Pour les articles homonymes, voir Rue de Fontenay.
La rue de Fontenay est un des axes importants de Vincennes. Elle suit la tracé de la route départementale 143.

## Situation et accès

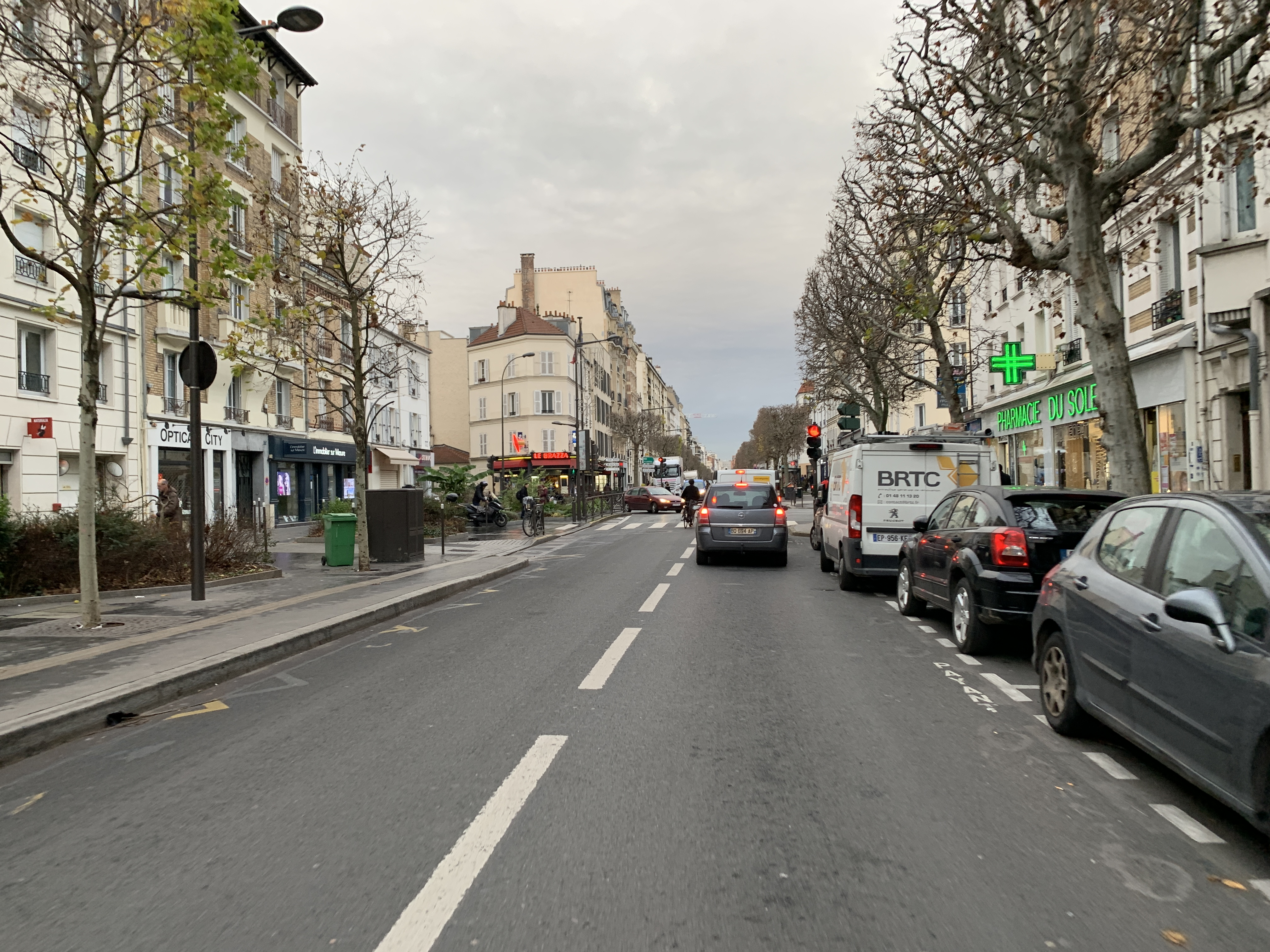
Rue de Fontenay, Vincennes.

Orientée d'ouest en est, cette rue commence au croisement de la rue Robespierre prolongée par la rue Victor-Basch, de la rue de Lagny et de la rue des Laitières. Elle croise notamment l'avenue de la République, l'avenue de Montreuil, l'avenue du Château et la rue de Strasbourg.

## Origine du nom
Le nom de cette rue est lié à la ville de Fontenay-sous-Bois vers laquelle elle se dirige à l'est.

## Historique
La rue de Fontenay est sur le parcours d'une ancienne voie romaine reliant Lutèce à Meaux.

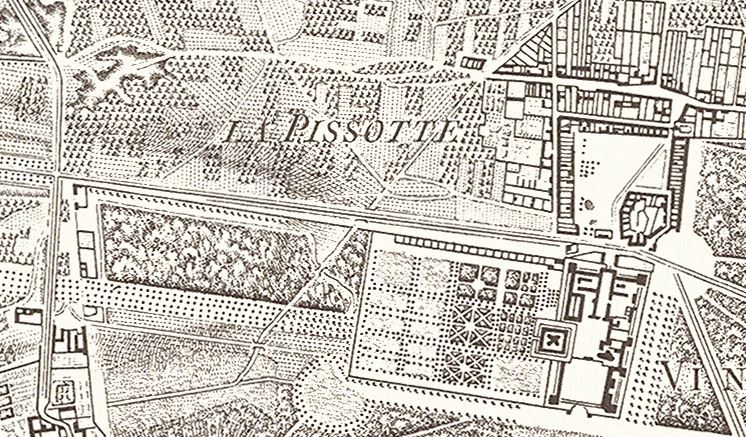
Le hameau de la Pissotte, sur la carte des Chasses du Roi, 1849. Le tracé de la rue de Fontenay est visible.

Au XIVe siècle, pendant la construction du château de Vincennes, un hameau se crée le long de la rue de Fontenay, qui prend le nom de hameau de la Pissotte, du nom d'un ruisseau provenant de Montreuil. La rue de la Pissotte se trouvait au numéro 1 de la rue, et le cimetière était celui de l'église actuelle.
Le 8 mars 1918, durant la première Guerre mondiale, le no 1 rue de Fontenay, dans l'ancien cimetière est touché lors d'un raid effectué par des avions allemands. Un nouveau bombardement touche le no 78 le 11 mars 1918.

## Bâtiments remarquables et lieux de mémoire
- Hôtel de ville de Vincennes[4].
- Cimetière ancien de Vincennes.
- Église Notre-Dame de Vincennes.
- Cette rue était parcourue par la ligne 6 des Chemins de fer nogentais qui reliait la place de la République à Paris à la gare du Raincy - Villemomble - Montfermeil.
- Marché de la rue de Fontenay[5].
- L'historien Jacques Bainville y est né en 1879, au numéro 6[6]. Une plaque posée sur le bâtiment perpétue sa mémoire[7].